# سد ایناندا
سد ایناندا (به لاتین: Inanda Dam) یک سد در آفریقای جنوبی است که در Inanda, KwaZulu-Natal واقع شده‌است.